# Окончательная смерть
Оконча́тельная смерть (информацио́нно-теорети́ческая смерть) — теоретическая концепция, стремящаяся описать объективным образом пограничное состояние разрушения человеческого мозга (или любой другой познающей структуры, способной воплощать личность), после перехода которого не существует теоретической возможности любым физическим способом восстановить исходную личность. На практике это означает, что энтропия должна быть обращена для восстановления личности в последнее состояние при работающем мозге (невозможность этого в общем случае известна как асимметрии течения времени). Концепция окончательной смерти возникла в 90-х годах XX века как ответ на вопросы, поставленные прогрессом медицины и анализом состояний — такими как, например, остановка сердца, ранее рассматриваемых как смерть, но обратимых с помощью новых медицинских технологий.
«Окончательная смерть» подразумевает смерть, необратимую любой технологией. В отличие от клинической смерти и смерти мозга, которые определяют пределы оказания контекстно-зависимой медицинской помощи, окончательная смерть определяет истинные теоретические пределы выживания. В частности, перспектива использования для восстановления мозга молекулярных нанотехнологий предположительно сделает возможным воскрешение пациента и через несколько часов после остановки сердца.
В работе Молекулярное восстановление мозга (Molecular Repair of the Brain)  Ральф Меркл определяет информационно-теоретическую смерть следующим образом:

Человек мертв согласно теоретическому информационному критерию, если его воспоминания, личность, надежды, мечты и пр. были разрушены в информационно-теоретическом смысле. Это означает, что если структуры мозга, которые кодируют память и личность, были настолько разрушены, что их восстановление к свойственному им рабочему состоянию более невозможно в принципе, значит человек мертв. Если структуры, кодирующие память и личность, целы настолько, что извлечение памяти и личности принципиально возможно и, таким образом, также принципиально возможно их восстановление к свойственному им рабочему состоянию, в этом случае человек не мертв.

Способ точного определения момента окончательной смерти (информационно-теоретической смерти) сегодня неизвестен. Она предполагается наступающей при комнатной температуре через несколько часов после клинической смерти, поскольку мозг проходит автолиз. Это также может произойти при отсутствии кровотока в мозге при искусственном поддержании жизни, приводящего к стадии разложения в умирании мозга, или в ходе развития дегенерации мозга, которое вызывается экстенсивной потерей структур мозга.
Термин «окончательная смерть» также появляется в контексте крионики, где сохранение мозга или всего тела человека при низких температурах может быть рассмотрено как попытка предотвратить её. Использование критерия окончательной смерти образует основу этических аргументов, утверждающих, что крионика — это попытка спасения жизней, а не способ погребения для мёртвых. Напротив, если методика крионики была применена после момента наступления окончательной смерти, или же сама процедура криоконсервации, как таковая, вызвала наступление окончательной смерти, цели крионики не являются достижимыми.